# Mortal Kombat 1
Mortal Kombat 1 ist ein von Netherrealm Studios entwickeltes Kampfspiel, das am 19. September 2023 von Warner Bros. Games für PlayStation 5, Xbox Series X/S, Nintendo Switch und Windows veröffentlicht wurde. Mortal Kombat 1 stellt ein Reboot der Mortal-Kombat-Reihe dar.

## Entwicklung
Nachdem die Unterstützung für Mortal Kombat 11 eingestellt worden war, gaben NetherRealm Studios im Juli 2021 bekannt, dass sie an einem neuen Projekt arbeiten. Johnny Cage Synchronsprecher Andrew Bowen deutete in einem hastig gelöschten Tweet an, dass sich der zwölfte Teil in der Entwicklung befinde.
Am 18. Mai 2023 kündigten NetherRealm Studios Mortal Kombat 1 mit einem Erscheinungsdatum am 19. September 2023 an. Es handelt sich um einen Neustart der Serie und spielt in der New-Age-Zeitleiste, die von Liu Kang erstellt wurde, nachdem er 2019 in Mortal Kombat 11 die Göttlichkeit erlangt hatte. NetherRealm Studios gab außerdem bekannt, dass diejenigen, die eine beliebige Version des Spiels für PlayStation 5 und Xbox Series vorbestellen, im August auch Zugang zu einer Beta erhalten werden, und nach der Veröffentlichung des Spiels wird NetherRealm Cross-Play und Cross-Progression anbieten. Neu in der Mortal Kombat - Reihe sind die Kameo Charaktere. Die den spielbaren Charakter im Kampf unterstützt. Mit der „Khaos Reigns“ - Erweiterung kehren die „Animalitys“ die in Mortal Kombat 3 eingeführt wurden zurück. Auch die „Türme der Zeit“ kehren zurück.

## Charaktere
Ashrah, Baraka, Conan der Barbar, Cyrax, Ermac, General Shao, Geras, Ghostface, Havik, Homelander, Johnny Cage, Kenshi, Kitana, Kung Lao, Li Mei, Liu Kang, Mileena, Nitara, Noob Saibot, Omni-Man, Peacemaker, Quan Chi, Raiden, Rain, Reiko, Reptile, Scorpion, Sektor, Shang Tsung, Sindel, Smoke, Sub-Zero, T-1000, Takeda, Tanya. 

## Kameo Charaktere
Cyrax, Darrius, Ferra, Frost, Goro, Janet Cage, Jax Briggs, Kano, Khameleon, Kung Lao, Madam Bo, Mavado, Motaro, Sareena, Scorpion, Sektor, Shujinko, Sonya Blade, Stryker, Sub-Zero, Tremor.

## Verkaufszahlen
Bis Ende Januar 2025 verkaufte sich das Spiel mehr als fünf Millionen Mal.